# Mapania minor
Mapania minor är en halvgräsart som först beskrevs av Ernest Nelmes, och fick sitt nu gällande namn av Jean Raynal. Mapania minor ingår i släktet Mapania och familjen halvgräs. Inga underarter finns listade i Catalogue of Life.